# The Rescue (Explosions in the Sky)
The Rescue è considerato il quarto album in studio del gruppo musicale post-rock statunitense Explosions in the Sky, pubblicato nel 2005.

## Curiosità
Inizialmente doveva uscire come uno dei tanti dischi appartenenti a una serie edita dalla loro casa discografica. Difatti, era stato pubblicato in edizione limitata e, dopo varie recensioni sparse in tutto il mondo, diffuso tramite il sito ufficiale della band.

## Tracce
1. Day One – 4:32
2. Day Two – 3:47
3. Day Three – 4:34
4. Day Four – 3:00
5. Day Five – 4:35
6. Day Six – 5:22
7. Day Seven – 4:23
8. Day Eight – 2:35